# Metaxytherium subapenninum
Espèce
Metaxytherium subapenninum est une espèce éteinte de mammifère marin de l'ordre des siréniens (mammifères aquatiques ancêtres du lamantin et du dugong).

## Stratigraphie

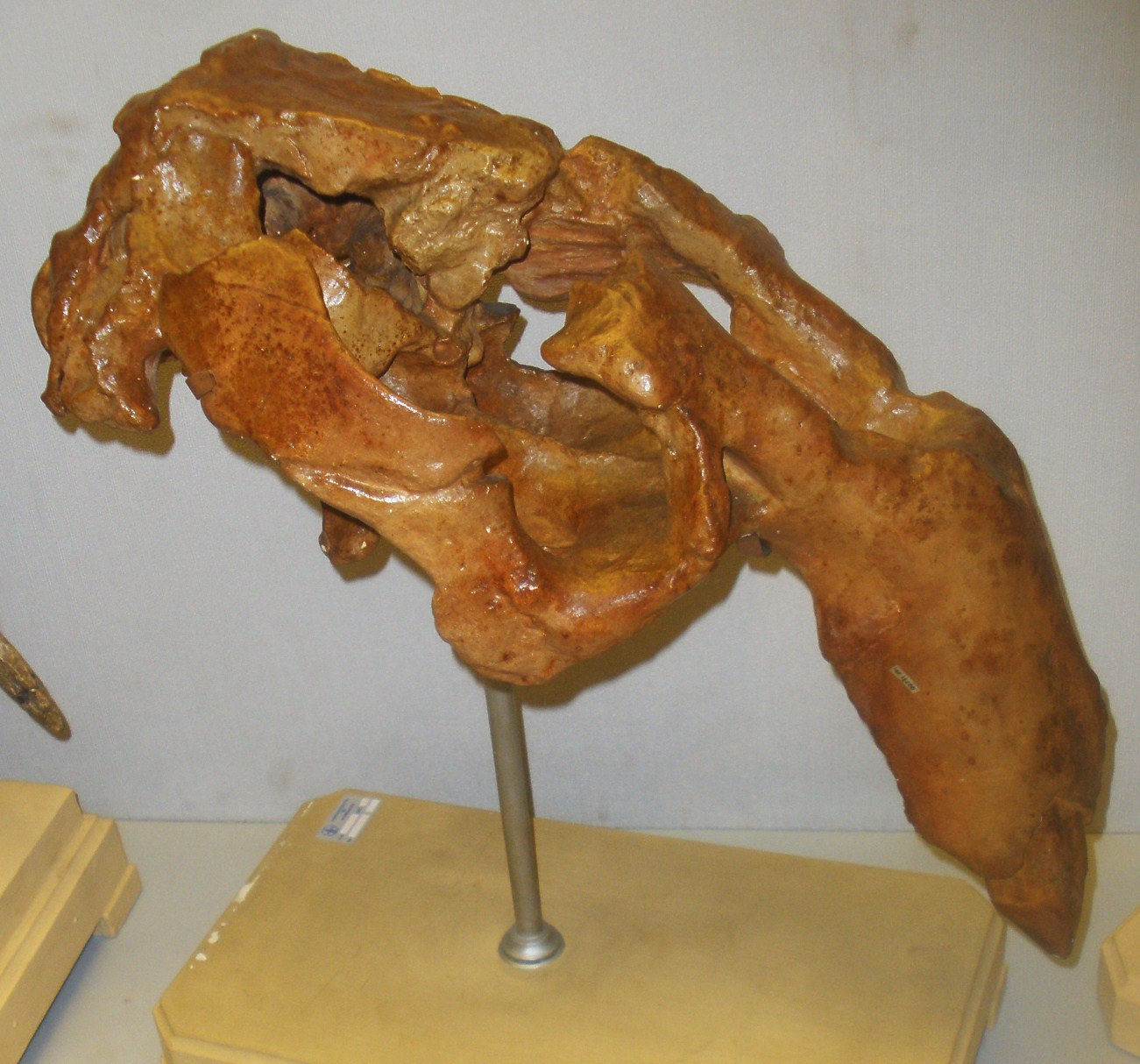
Squelette fossile de Metaxytherium subapenninum

Il a vécu dans le Pliocène (Plaisancien et Zancléen) de l'Italie et de l'Espagne (tranche d'âge: 3,6 à 2,588 millions d'années). C'est la seule espèce de siréniens qui a vécu dans les côtes nord-ouest de la mer Méditerranée dans le Pliocène.
Il a disparu de la Méditerranée, il y a environ 3 millions d'années en raison du refroidissement progressif du climat. Des fossiles de ces dugongs ont été trouvés, à partir de la deuxième moitié du XIXe siècle dans le Piémont, en Emilie-Romagne, en Ligurie et en Toscane.

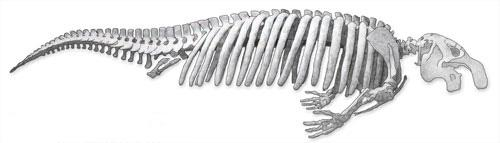
Dessin du squelette de Metaxytherium subapenninum